# Meerlanden N.V.
Meerlanden is een afvalverwerkingsbedrijf in West-Nederland.
Het bedrijf is in 1997 ontstaan uit het samenvoegen van een aantal gemeentelijke diensten.
Meerlanden is een overheidsorganisatie en zamelt afval in voor negen gemeenten (Aalsmeer, Bloemendaal, Diemen, Haarlemmermeer, Heemstede, Hillegom, Lisse, Noordwijk en Zandvoort) en 4000 bedrijven in de omgeving Schiphol, Bollenstreek en Zuid-Kennemerland.
De organisatie heeft de volgende taken: 
- verstrekken van afvaladvies
- voorlichting aan scholen en burgers
- verzamelpunten voor diverse afvalstromen
- ophaaldienst van huishoudelijk afval
- beheer openbare ruimten

Het hoofdkantoor van Meerlanden bevindt zich in Rijsenhout. Ook beheert Meerlanden een aantal milieuparken.